# Gógánfa
Gógánfa ist eine ungarische Gemeinde im Kreis Sümeg im Komitat Veszprém.

## Geografische Lage
Gógánfa liegt fünfundfünfzig Kilometer südwestlich des Komitatssitzes Veszprém und ungefähr neun Kilometer nordwestlich der Kreisstadt Sümeg, an dem Fluss Marcal. Nachbargemeinden sind Dabronc, Hetyefő, Ukk, Zalagyömörő, Kisvásárhely und Szalapa.

## Geschichte
Im Jahr 1913 gab es in der damaligen Kleingemeinde 165 Häuser und 1001 Einwohner auf einer Fläche von 2351 Katastraljochen. Sie gehörte zu dieser Zeit zum Bezirk Sümeg im Komitat Veszprém.

## Gemeindepartnerschaft
- Zăuan, Rumänien[3]

## Sehenswürdigkeiten
- Römisch-katholische Kirche Keresztelő Szent János erbaut 1762 im barocken Stil
- Nepomuki-Szent-János-Statue, erschaffen 1782

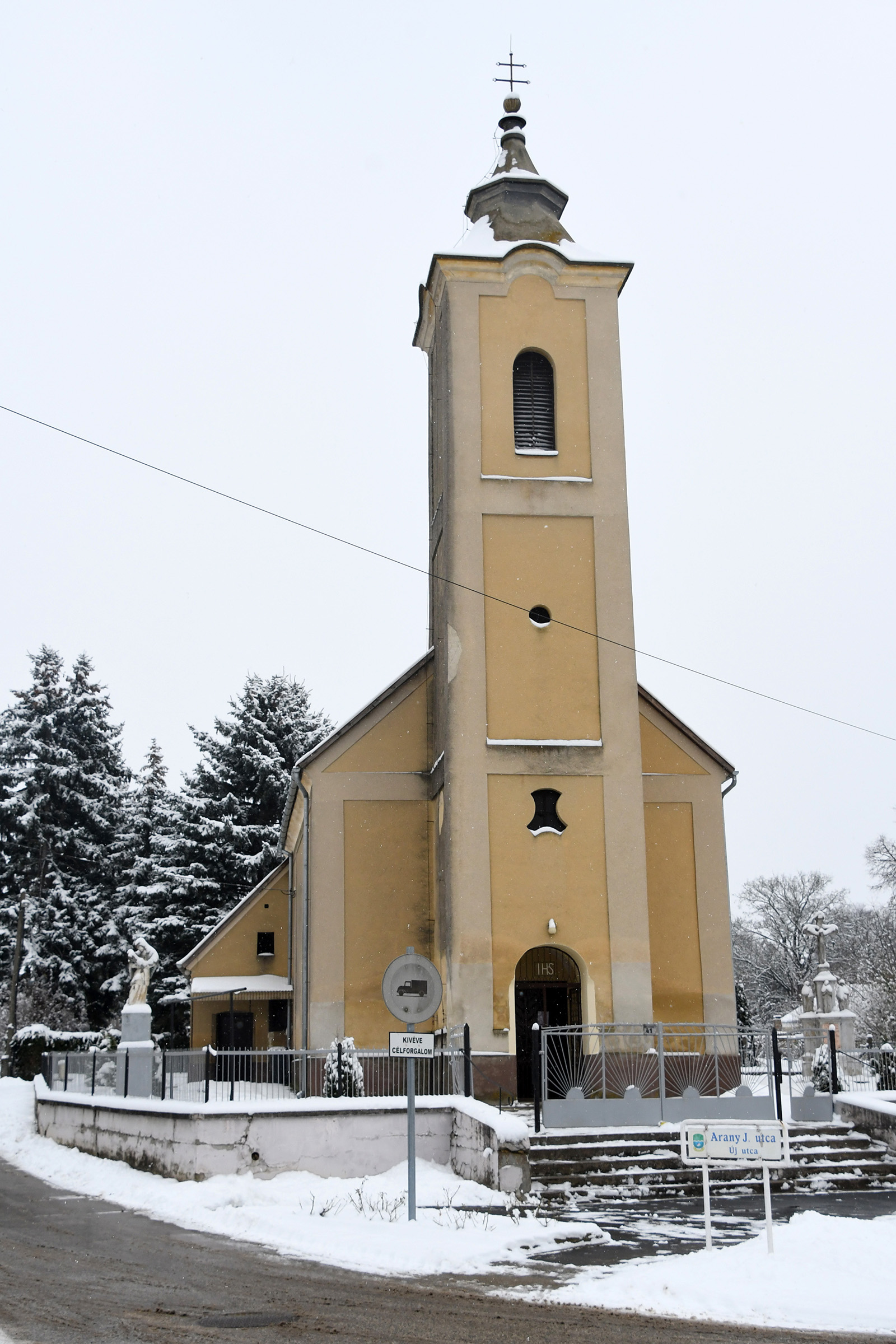
Römisch-katholische Kirche Keresztelő Szent János

- Schloss Külley (Külley-kastély)

## Verkehr
In Gógánfa treffen die Landstraßen Nr. 7329 und Nr. 7337 aufeinander. Die Gemeinde ist angebunden an die Eisenbahnstrecke von Ukk nach Tapolca, zudem bestehen Busverbindungen nach Ukk und Sümeg.